# Serhiy Zhadan
Serhiy Viktorovych Zhadan (tiếng Ukraina: Сергій Вікторович Жадан; sinh 23 tháng 8 năm 1974) là một nhà thơ, tiểu thuyết gia, nhà văn và dịch giả người Ukraina. Ông sinh ra ở Starobilsk, Luhansk Oblast, ông tốt nghiệp Đại học Kharkiv vào năm 1996, sau đó đã trải qua ba năm học cao học ngữ văn. Ông dạy văn học Ukraina và thế giới từ năm 2000 đến 2004 và sau đó nghỉ việc. Ông đã sống và làm việc tại Kharkiv. Zhadan đã dịch thơ từ tiếng Đức, tiếng Anh, tiếng Belarus và tiếng Nga, từ những nhà thơ như Paul Celan và Charles Bukowski. Tác phẩm của ông đã được dịch sang tiếng Đức, tiếng Anh, tiếng Ba Lan, Serbia, Croatia, Lithuania, Belarus, Nga, tiếng Hungary, Armenia, Thụy Điển và tiếng Séc.